# Internierungslager Recklinghausen-Hillerheide

Gebäude aus Eternit (wohl um 1950) in der Art einer Nissenhütte in Recklinghausen-Hillerheide 2013

Das Internierungslager Recklinghausen-Hillerheide (engl. unter amerikanischer Leitung Civilian Internment Enclosure 91 (C.I.E. 91), unter britischer Leitung No 4 Civilian Internment Camp, C.I.C. 4; in den Akten auch: Camp Recklinghausen, Camp Hillerheide, Camp 4, Recklinghausen C.I.C.) war 1945–1948 eines von mehreren Gefangenenlagern der Besatzungsmächte für Deutsche. Für die Internierten galten nicht die Schutzbestimmungen der Genfer Konventionen, da es sich nicht um ein Kriegsgefangenenlager handelte.

## Aufbau

Internierungslager Recklinghausen-Hillerheide um 1946

Unmittelbar nach der Einnahme Recklinghausens am 1. April 1945 durch amerikanische Verbände ordnete die Besatzungsmacht die Errichtung eines Gefangenenlagers für deutsche Zivilisten im Stadtteil Hillerheide an. Unter Einbeziehung eines aufgelösten Zwangsarbeiterlagers mit etwa 400–600 Zwangsarbeitern, und eines unmittelbar angrenzenden Sägewerks wurde ein gut 18 Fußballfelder großes Gelände (ca. 470 m lang und 300 m breit) mit einem doppelten 4 m hohen Stacheldrahtzaun und sechs Wachtürmen nach außen hin hermetisch abgeriegelt. Östlich dieses Lagerzauns lag der Hellbach-Vorfluter, westlich die Bahnlinie, nördlich die Kärntner Straße, südlich die Braunauer (heute Bozener) Straße, an der sich das einzige Lagertor befand. Im Inneren war das Gelände in mehrere Teillager (engl. compounds) für die verschiedenen Gruppen der Internierten aufgeteilt. Jedes dieser Teillager war durch hohe Stacheldrahtzäune streng von den anderen Teillagern getrennt, die alle nur einen Zugang zum Innenbereich des Gesamtlagers hatten.
Neben den Teillagern gab es eine Krankenstation, zwei Baracken für den katholischen und den evangelischen Gottesdienst, eine britische und eine deutsche Lagerküche sowie einen Büroraum der britischen und deutschen Lagerverwaltung.
Zur Unterbringung von 3000–4000 Internierten wurden auf dem Lagergelände etwa 30 Holzbaracken und 170 Wellblechbaracken (Nissenhütten) errichtet, die in einigen Teillagern dicht an dicht standen. Die Holzbaracken, 30 m lang und 6 m breit, standen wegen des morastigen Untergrunds auf Pfählen, waren einlagig aus rohen Brettern gebaut und wiesen keinerlei Wärmedämmung auf; an der Längsseite befanden sich jeweils sechs Fenster, das Dach war mit einfacher Teerpappe belegt, die häufig undicht war. Die Nissenhütten standen auf einer Lage Ziegelsteine, auf die eine Lage Bretter gelegt wurde.

## Insassen
Bereits lange vor Kriegsende hatten die westlichen Alliierten beschlossen, schon während ihres Vormarschs in Deutschland alle Personen zu internieren, die als führende Vertreter des nationalsozialistischen Gedankenguts angesehen werden konnten. Diese sollten durch spezielle Einheiten aufgespürt und auf der juristischen Grundlage eines "automatischen Arrests" (engl. automatic arrest) in speziellen Lagern von der Außenwelt isoliert werden. Einerseits wollte man damit dem braunen Gedankengut seine personelle Spitze nehmen, andererseits den ernsthaft befürchteten Guerillakampf nationalsozialistischer Werwölfe den Boden entziehen.
So fanden sich auch in Hillerheide „Wehrmachtsangehörige und SS-Männer, Uniformierte und Zivilisten, Männer und Frauen, Fünfzehnjährige und (über) Siebzigjährige, Schreibtischtäter fürs Feine und KZ-Personal fürs Grobe, in den Judenmord und andere Kriegsverbrechen verstrickte Kriminelle und harmlose mitlaufende Rädchen des NS-Betriebs, knallharte Karrieristen und verblendete Idealisten, HJ- und BDM-Führer/innen, Angehörige nahezu aller Berufe, insbesondere höhere Verwaltungsbeamte, Wirtschaftsbosse, Lehrer, Professoren, die höheren (teilweise auch militanten) Führungsebenen der Gliederungen der Partei (Nationalsozialistisches Kraftfahrkorps, NS-Frauenschaft etc.) bzw. der angeschlossenen Verbände wie etwa die Deutsche Arbeitsfront – und natürlich als Exponenten der Partei selbst viele Angehörige von Gau- und Kreisleitungen sowie Hunderte von Ortsgruppenleitern. Ganze Seilschaften müssen sich im Camp wiedergefunden haben.“
Bei ihrer Einlieferung in das Lager wurden die Inhaftierten in verschiedene Kategorien eingeteilt, denen bestimmte Teillager entsprachen:
- "automatic arrest and security suspects" (Teillager 1, 2 und 6)
- SS (Teillager 3)
- Gestapo, SD (Teillager 4)
- Prominente, Kriegsverbrecher (Teillager 5)
- "internes held in custody for special investigation" (Teillager 8)[6]

In Teillager 8 waren bis zu ihrer Entlassung im Dezember 1945 Jugendliche der HJ untergebracht; die zunächst in Teillager 7 inhaftierten Frauen wurden im Dezember 1945 in das Internierungslager Staumühle bei Paderborn verlegt.
Im Lager befanden sich auch Personen, die niemals der SS oder der NSDAP angehört hatten.

## Organisation
Für das Lager war zunächst ausschließlich das US Army Military Government Spearhead Detachment H3 mit dem Lagerkommandanten Major Little zuständig, nach der offiziellen Übergabe an die Briten am 14. Juli 1945 die Militärverwaltung des 1st Corps District (Westfalen/Rheinland) unter General Gwilym Ivor Thomas in Iserlohn. Ab Mai 1946 waren alle britischen Internierungslager der Control Commission for Germany/British Element (CCG) mit Sitz in Lübbecke unterstellt. Erster britischer Lagerkommandant war Oberstleutnant Wells, dem Ende 1945 Oberstleutnant Waight folgte.

Führungszeugnis für einen Entlassenen 1947

Für Verhöre, Zuordnungen zu den Teillagern (Kategorisierung), Überstellungen in andere Lager, Entlassungen und Prüfverfahren von Straftatbeständen war nicht die britische Lagerleitung zuständig, sondern Mitglieder (engl. CI-Staff) der britischen Gegenspionage, des Counter Intelligence Corps (C.I.C., in den Akten auch Counter Intelligence CIC), die einer Gegenspionage-Abteilung (engl. CI-Branch) beim britischen 1st Corps in Iserlohn unterstand.

Brief des deutschen Lagerleiters Heinz Potts 1947

Im Rahmen ihrer Strategie der "indirect rule" richteten die Briten eine deutsche Lagerverwaltung ein, die in erster Linie auf die strikte Einhaltung der Lagerordnung zu achten hatte und bei leichten Verstößen auch Bestrafungen durchsetzen konnte. In Eigenregie wurden auch einfache organisatorische Aufgaben wahrgenommen. Als deutsche Lagerleiter wählten die Briten ältere, ehemalige Wehrmachtsoffiziere mit erkennbar guten Führungseigenschaften (bis Februar 1947 Heinz Potts, dann N. Stegemann). Da der Kontakt zwischen deutscher und britischer Lagerleitung ausschließlich in Englisch erfolgte, wurde die deutsche Lagerleitung durch Dolmetscher aus den Reihen der Internierten unterstützt. In jedem Teillager gab es einen deutschen Verwalter (engl. compound leader), ebenso in jeder Baracke sowie in jedem Raum dieser Baracken.

Gutachten des Lagerarztes (wohl Frühjahr 1946)

Die Belegungsdichte der Baracken war im Verlaufe der Zeit sehr unterschiedlich. Besonders problematisch war die Lage im Winter 1945/46, als das Lager mit knapp 9000 Personen völlig überbelegt war. In den Holzbaracken waren 130–150 Männer untergebracht, deren Bett aus rohen Holzbrettern mit einem Holzkeil als „Kopfkissen“ mit einem Strohsack belegt war, der in jedem zweiten Fall aus Mangel an Stroh leer war. Zur Nachtruhe hatte hier jeder Internierte nur 35–40 cm Platz. Gemessen an der Grundfläche der Unterkünfte „standen einem Internierten zunächst etwa 2 m² zur Verfügung, im Sommer 1946 4 m². Die Zahlen relativieren sich allerdings durch Doppel- und Dreifachbelegung.“ In drei Baracken mit insgesamt 63 Duschen konnten sich die Internierten nachweislich ab Februar 1946 warm waschen. Ansonsten stand ihnen 1945 nur eine Konservendose als Essnapf und „Waschschüssel“ zur Verfügung.
Da die meisten Internierten im Sommer verhaftet worden waren und daher nur leichte Sommerkleidung mitgebracht hatten, war die Bekleidung in der Winterzeit völlig unzureichend, so dass schwere Lungenerkrankungen unvermeidlich waren. Jeder vierte Häftling litt Anfang 1946 an Hungerödemen. Unter dem Druck der britischen Öffentlichkeit wurden daher im Frühjahr 1946 grundlegende organisatorische Änderungen vorgenommen. Der sofortigen Entlassung der Jugendlichen folgte die der Schwerstkranken sowie die Zulassung von Paketsendungen durch die Angehörigen. Durch Kleider- und Lebensmittelsendungen wurde die schlimmste physische Not gelindert.
Angesichts dieser Umstände ist es erstaunlich, wie wenige der Internierten die Flucht wagten. Wahrscheinlich lag es an den scharf bewachten Grenzzäunen und dem Schießbefehl für die Wachen, selbst bei offenbar völlig harmloser „Kontaktaufnahme“ der Insassen mit der Außenwelt wie dem Winken nach einem vorbeifahrenden Zug. Dennoch gelang mehr als 25 Internierten die Flucht, nur in drei Fällen konnten die Geflohenen wieder gefasst werden.

## Lagerleben

Urkunde für einen Lagerwettbewerb

Das Lagerleben im Jahr 1945 (in der sogenannten „wilden Zeit“) und im Winter 1945/46 war gekennzeichnet durch extremen Hunger, Angst vor Verhören und Verzweiflung über die völlige Trennung von den Angehörigen. Im Frühjahr 1946 wurden auf britische Anweisung hin durch die deutsche Lagerleitung neben einem Lagergarten mit Gemüseanbau mehrere handwerkliche (Schreiner-, Schneider- und Schmiedearbeiten), sportliche (Boxen, Handball, Fußball) und kulturelle Arbeitsgemeinschaften (Theater, Musik, Literatur) eingerichtet, die wegen der hohen Ausbildung vieler Insassen ein bemerkenswertes Niveau besaßen. So fanden unter einfachsten Bedingungen regelmäßig klassische Theateraufführungen und Orchesterdarbietungen statt, wobei die leichte Muse besonderen Anklang fand.

YMCA-Buchspende für einen internierten Dolmetscher

Zugelassen wurde seit Mai 1946 auch die Tätigkeit von Wohlfahrtsorganisationen wie der katholischen Caritas und der evangelischen Inneren Mission, vor allem auch des YMCA, der sich besonders um die Beschaffung von Kleinmaterial für die handwerklichen Tätigkeiten, um Saatgut für den Lagergarten sowie um Buchspenden kümmerte. Ganz wesentlich für die Überwindung der in Lethargie und Resignation verfallenden Internierten war die Zulassung eines Briefverkehrs mit Angehörigen. Ab Februar 1946 durften monatlich zwei Postkarten mit maximal 25 Worten versandt werden, wodurch das strikte Anonymitätsgebot aufgehoben wurde. Seit spätestens März 1947 wurden monatlich zwei Briefe ohne Begrenzung der Wortanzahl zugelassen.

## Spruchkammer-Verfahren und Auflösung des Lagers
Nach den Urteilssprüchen der Nürnberger Prozesse (30. Sept./1. Okt. 1946) nahmen in der britischen Besatzungszone spezielle deutsche Gerichte für Strafverfahren gegen internierte Personen, die Spruchkammern, ihre Arbeit auf. Für das Internierungslager Hillerheide war eine Spruchkammer in Recklinghausen zuständig, die Anfang Mai 1947 mit ersten Vernehmungen begann. Die ersten Entscheidungen fielen am 25. Juni 1947. Die meisten Abgeurteilten erhielten Geldstrafen, viele auch Haftstrafen, wobei aber die Zeit der Internierung angerechnet wurde, so dass fast alle Inhaftierten nach dem Urteilsspruch das Lager verlassen konnten.
Im Dezember 1947 befanden sich noch 1300 Inhaftierte im Lager, die in den folgenden Monaten fast alle nach Abschluss ihres Spruchkammerverfahrens oder auf Ehrenwort, jederzeit freiwillig vor der Spruchkammer zu erscheinen, entlassen wurden. Bei der offiziellen Schließung des Lagers am 15. April 1948 wurden die verbliebenen 35 Inhaftierten in das Internierungslager Staumühle gebracht, um dort ihr Spruchkammerverfahren abzuwarten. Am 30. April 1948 wurde das Lagergelände dem Coal Board in Essen übergeben, die es der Stadt Recklinghausen überließ. Einige Holzbaracken wurden zerlegt und andernorts als Unterkünfte für Bergleute wieder aufgebaut; in die übrigen Holz- und Wellblechbaracken des aufgelösten Lagers zogen Bergleute der Zeche General Blumenthal ein.